# Svalbard Bryggeri

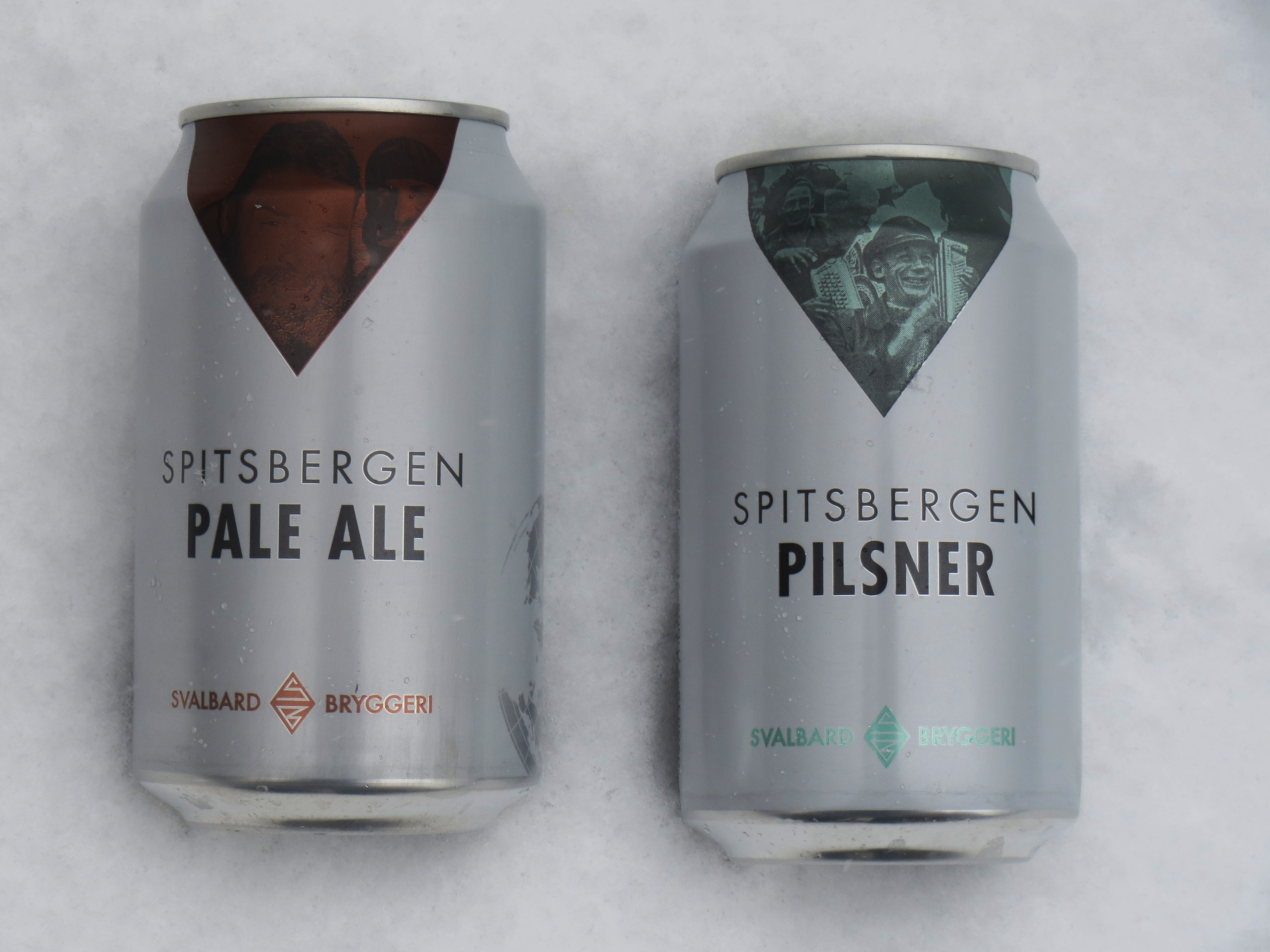
Spitsbergen Pale Ale och Spitsbergen Pilsner, två ölsorter från Svalbard Bryggeri

Svalbard Bryggeri är ett mikrobryggeri i Longyearbyen på ön Spitsbergen, Svalbard i Norge. Svalbard Bryggeri på 78 ° Nord är det nordligaste kommersiella bryggeriet i världen.
Etablering av ett bryggeri på Svalbard krävde en ändring av norsk lag som förbjöd kommersiell produktion av alkoholhaltiga drycker där. Detta innebar att produktionen startades först 2015, efter att lagen ändrades av Stortinget.
Ölet kännetecknas av att 16% av det vatten som används för bryggning är upptinad is från den 2000-åriga Bogerbreen-glaciären. Öl från Svalbard-bryggeriet distribueras över hela Norge och en ökande andel exporteras. Bryggeriet tillverkar fem olika ölsorter och erbjuder även ölprovningar för besökare till Longyearbyen.

## Ölsorter
- Spitsbergen IPA
- Spitsbergen Pale ale
- Spitsbergen Pilsner
- Spitsbergen Stout
- Spitsbergen Weissbier